# Campeonato Panamericano de Judo de 1958
El III Campeonato Panamericano de Judo se celebró en Río de Janeiro (Brasil) en 1958 bajo la organización de la Unión Panamericana de Judo.
En total se disputaron cuatro pruebas diferentes, todas ellas en la categoría masculina.

## Resultados

### Masculino
| Evento            | Oro                           | Plata                        | Bronce |
| ----------------- | ----------------------------- | ---------------------------- | ------ |
| 1.er dan          | Luis Alberto Mendoza · Brasil | —                            | —      |
| 2.º dan           | Shunji Hinata · Brasil        | —                            | —      |
| 3.er dan          | George Harris Estados Unidos  | —                            | —      |
| Categoría abierta | Masaioshi Kawakami · Brasil   | George Harris Estados Unidos | —      |

## Medallero
| Núm. | País           | Oro | Plata | Bronce | Total |
| ---- | -------------- | --- | ----- | ------ | ----- |
| 1    | Brasil         | 3   | 0     | 0      | 3     |
| 2    | Estados Unidos | 1   | 1     | 0      | 2     |
|      | TOTAL          | 4   | 1     | 0      | 5     |